# Будинок Мороза
Будинок Мороза — колишній прибутковий будинок у Києві, розташований за адресою Володимирська вулиця, 61/11. Нині це житлова будівля. Має статус пам'ятки архітектури та містобудування місцевого значення (взято на облік рішенням виконавчого комітету Київської міськради народних депутатів від 22.11.1982 № 1804).

## Історія

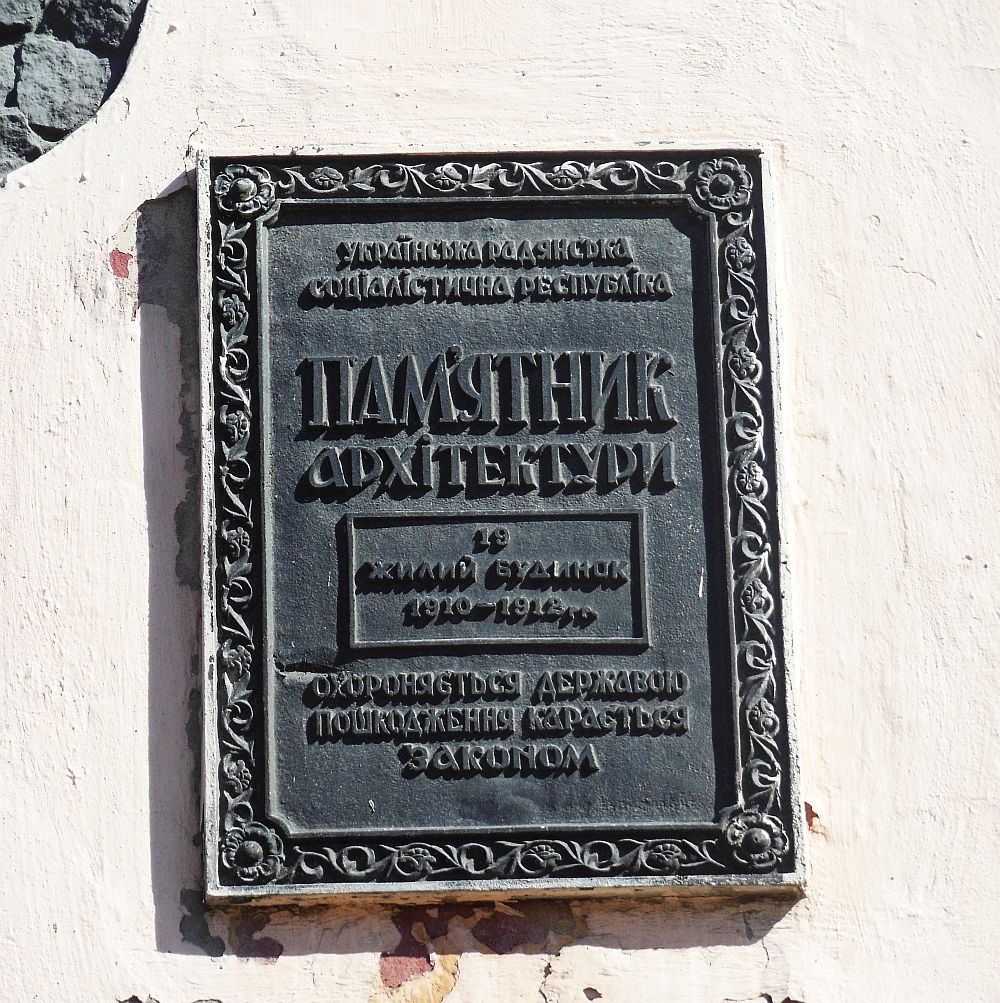
Охоронна табличка на фасаді

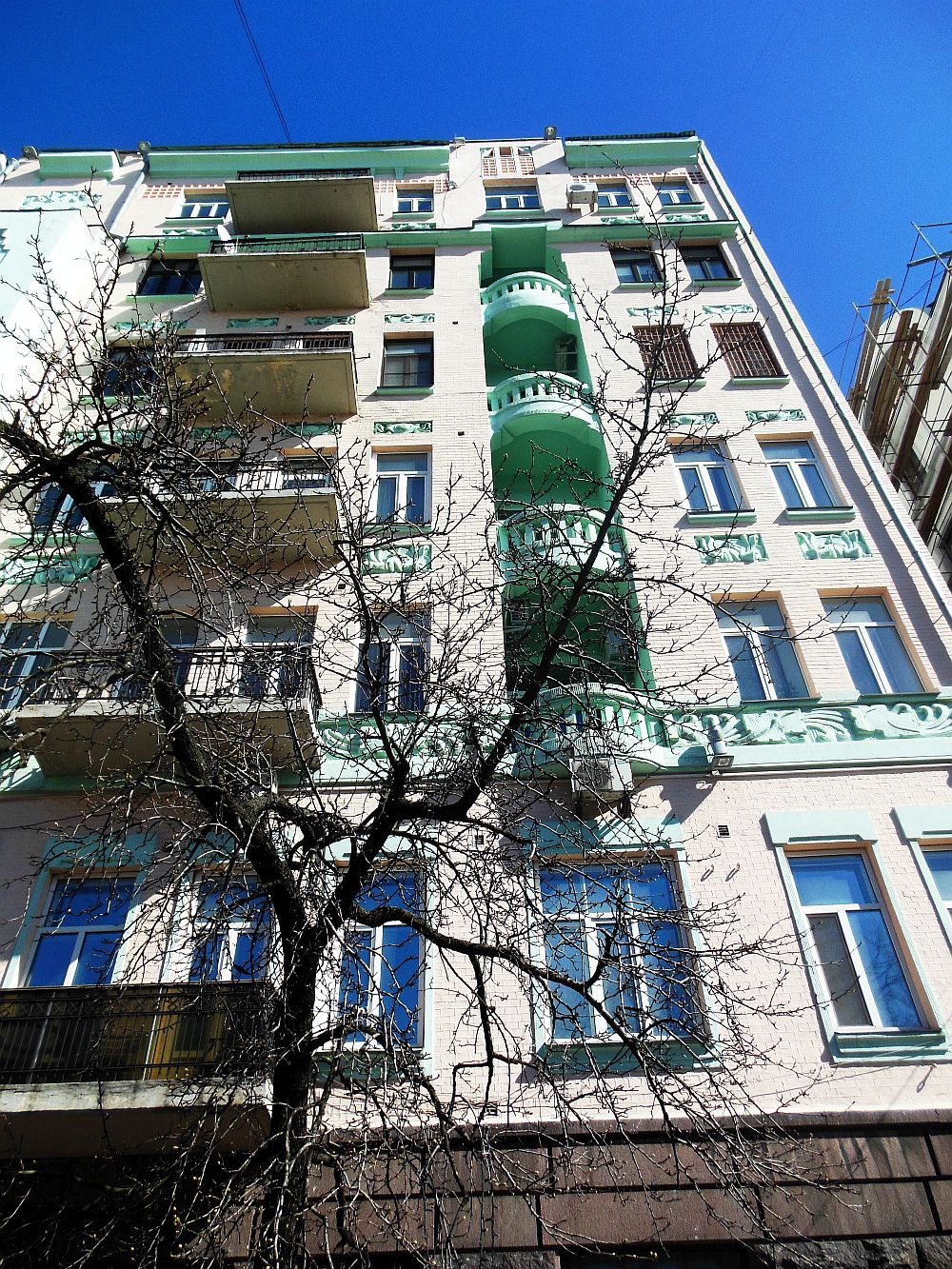
Фасад будівлі

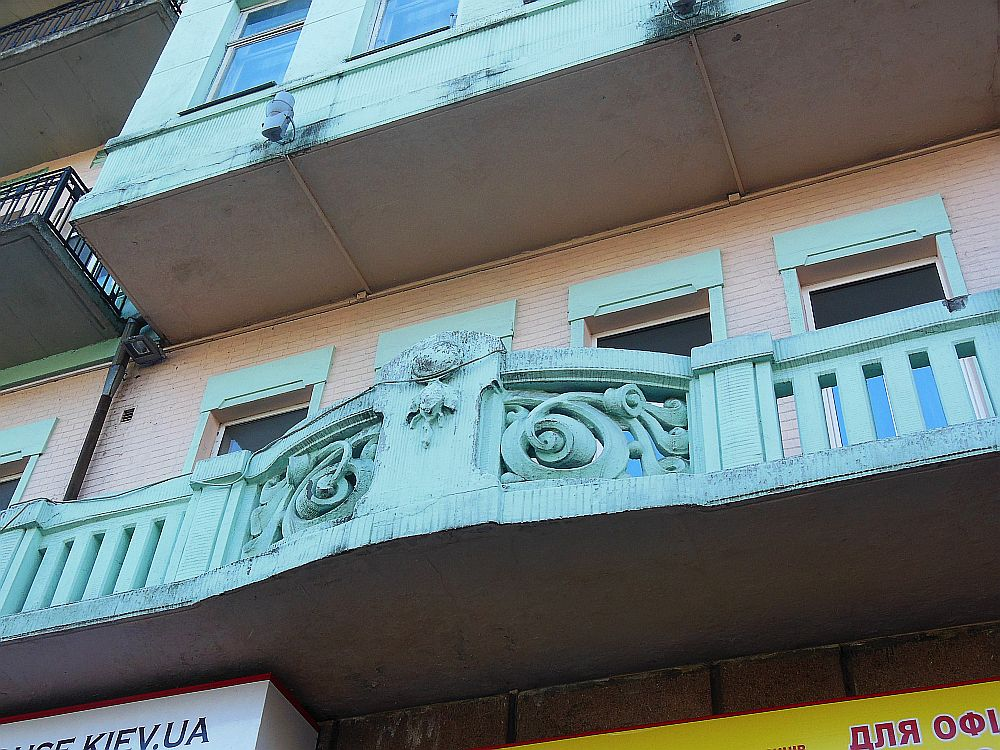
Елементи декору на балконах будівлі

Будинок було побудовано впродовж 1910–1912 рр. за проєктом відомого архітектора та забудовника Києва, Йосипа Зекцера у співдружності з Дмитром Торовим.
Архітектори спорудили 7-поверховий прибутковий будинок для купця Мороза, в еклектичних формах, в поєднанні з рисами французького бароко. Будинок у ті часи був дивом інженерної думки та, мабуть, перевершив Маріїнський палац і заможні приватні будинки на Десятинній вулиці. Йосип Зекцер продумав усе до дрібниць, створив тут комфорт і тим прославився у Києві.
До того ж цей кутовий будинок був завжди популярним, адже в ньому, на першому поверсі, був гастроном, куди любили заходити місцеві, студенти. Його називали «професорським будинком», тут жили викладачі Університету Св. Володимира, професори, вчені.
Нерідко цей будинок також називають «будинком Морозова» на московський манер. Але тутешній домовласник, купець першої гільдії Берко Волькович Мороз не мав відношення до знаменитих мануфактурників, навіть не був однофамільцем.
У 1910–20-ті рр. тут мешкав Євген Скловський (1869–1930) — педіатр, співробітник Київського університету, 1918–1920 — завідувач відділу охорони материнства та дитинства Київського окрздороввідділу; 1919–1928 — завідувач кафедри Київського клінічного інституту; з 1929 працював в Українському НДІ охорони материнства і дитинства (нині — Інститут педіатрії, акушерства та гінекології ім. Б. Буйка АМН України). 1911 організував у Києві перші дитячі ясла.
1944 після повернення з евакуації до Києва значна кількість житлових приміщень у будинку була надана АН УРСР. Тут проживали відомі вчені.
До 1960-х рр. — Анатолій Бабко (1905–1968) — хімік, акад. АН УРСР (з 1957), заслужений діяч науки УРСР (з 1966). Завідувач лабораторії Інституту загальної та неорганічної хімії АН УРСР (з 1941), водночас завідував кафедрою аналітичної хімії Київського університету (з 1944). Зробив значний внесок у вивчення розчинів комплексних сполук.
До 1950-х рр. — Іван Білодід (1906–1981) — мовознавець, акад. АН УРСР (з 1957), акад. АН СРСР (з 1972), заслужений діяч науки УРСР (з 1966), віце-президент АН УРСР (1963–1978). У зазначений період — з 1946 — співробітник Інституту мовознавства АН УРСР ім. О. Потебні (з 1961 — директор). Одночасно — завідувач кафедри Київського університету (1947–1957, з 1952 — професор), голова Відділу суспільних наук (1952–1957). Пізніше, обіймаючи посаду міністра освіти УРСР (1957–1962), мешкав на вул. Терещенківській, 5. Наукові праці з історії і сучасного функціонування української та російської літературних мов, лінгвістики, лексикології та лексикографії, мовознавства тощо.
До 1963 р. — Андрій Василенко (1891–1963) — вчений у галузі машинобудування та сільськогосподарської механіки, акад. АН УРСР (з 1948). 1944–1958 — завідувач лабораторії і директор Інституту машинознавства і сільськогосподарської механіки АН УРСР (тепер Фізико-технологічний інститут металів та сплавів НАН України). Професор Київського сільськогосподарського (1944–1945) й Київського автодорожнього (1946–1959) інститутів. Наукові праці присвячено теорії дослідження та конструюванню сільськогосподарських машин. 1950 відзначений Державною премією УРСР.
До 1964 р. — Микола Гришко (1901–1964) — ботанік, акад. АН УРСР (з 1939), директор Інституту ботаніки АН УРСР (1939–1944). У зазначений період — засновник і у 1944–1958 — директор Центрального республіканського ботанічного саду АН УРСР (нині носить його ім'я). 1944–1948 — професор Київського університету. Був головою відділу сільськогосподарських наук АН УРСР (1945–1948).  Автор наукових праць з питань селекції, інтродукції та акліматизації рослин.
До 1970 р. — Дмитро Зеров (1895–1971) — ботанік, акад. АН УРСР (з 1948), заслужений діяч науки УРСР (з 1965). Директор Інституту ботаніки АН УРСР (1946–1963), 1963–1971 — завідувач відділу. Одночасно завідувач кафедри нижчих рослин Київського університету (до 1957). Займався вивченням мохоподібних, питаннями палеоботаніки, історії ботаніки. Відзначений Державною премією УРСР (1969). З 1970 жив на вул. Володимирській, 51/53.
До 1958 р. — Микола Корноухов (1903–1958) — вчений у галузі будівельної механіки, акад. АН УРСР (з 1951), заслужений діяч науки і техніки УРСР (з 1954). Працював в Інституті будівельної механіки АН УРСР (тепер — Інститут механіки ім. С. Тимошенка НАН України), у 1940–1944 — його директор. Одночасно завідував кафедрою у Київському інженерно-будівельному інституті. Був головою Відділу технічних наук АН УРСР (1952–1954). Досліджував міцність та стійкість будівельних конструкцій. Відзначений Державною премією СРСР (1950).
До 1960-х рр. — Георгій Сухомел (1888–1966) — вчений у галузі гідравліки та гідромеханіки, акад. АН УРСР (з 1951), заслужений діяч науки і техніки УРСР (з 1957). Працював в Інституті гідрології і гідротехніки (з 1963 — Інститут гідромеханіки) АН УРСР, 1940–1958 — директор, одночасно до 1947 викладав у Київському політехнічному інституті. Розробив теорію руху рідини з вільною поверхнею у відкритих водотоках. Пізніше мешкав у будинку № 16 по Володимиро-Либідській вулиці.
До 1949 р. — Йосип Штокало (1897–1987) — математик, історик науки, акад. АН УРСР (з 1951), заслужений діяч науки УРСР (з 1968), голова Президії Львівської філії АН УРСР (1949–1956). У зазначений період — заступник директора Інституту математики АН УРСР (1946–1948), одночасно — завідувач кафедри Київського університету. Основні дослідження в галузі теорії диференційних рівнянь, операційного числення, історії математики. З 1956 жив у Києві на вул. Шовковичній, 10.
Тепер частину приміщень займають посольства Федеративної Республіки Бразилії та Естонської Республіки, на першому поверсі — магазини.

## Будівля
Фасади колишнього прибуткового будинку вирішені у стилі «раціонального модерну», стилістично лаконічні, матеріалом для будівництва була цегла. Наріжну частину увінчує декоративна чотиригранна наметова баня, зорово розрахована на сприймання з далекої відстані. Так само, зважаючи на містобудівне положення споруди, що замикає перспективу вулиці, в оздобленні фасадів використано деталі, які добре помітні здалеку,– великі еркери, залізобетонні огорожі балконів та лоджій, ліпні вставки тощо.
В головному вестибюлі, на сходах та у житлових приміщеннях раніше було багато декоративних деталей, орнаментів та металевих конструкцій. Зараз від художнього оздоблення залишилося небагато. У деяких кімнатах залишилася первісна паркетна щитова підлога, фризи, облицьовані плиткою з орнаментом із квітів. Трапляються такі характерні для модерну елементи, як прямі та вигнуті лінії, що, перетинаючись під різними кутами, утворюють складний орнамент; стилізовані букети з троянд і польових рослин, фризи з квітів та листя маків, стилізовані соняшники, яблуні з плодами, вінки з польових квітів тощо.
Найбільшу мистецьку цінність являє інтер'єр квартири № 8 з первісним плануванням і оздобленням (ліплення, двері, кутня груба, облицьована білими полив'яними кахлями з чавунними орнаментованими дверцятами). Ліпний декор виконано у стилі модерн з елементами неокласицизму та ампіру. 
Вестибюль відзначається величезними розмірами, кесонованою стелею, тримаршовими мармуровими сходами, скульптурою жіночої фігури, яка розміщена ліворуч над нішею. Збереглися первісні світильники під стелею, розроблені в стилі модерн. 
З самого початку у цьому будинку було передбачено своєрідний ліфт — механічний підйомник, металеві двері якого виходили на кожний поверх й оздоблювались рослинним орнаментом. Бесшумні ліфти були поставлені німецькою фірмою «Шеглер», сантехніку забезпечила англійська фірма «Пуп». Загальнобудинковий пилосмок дивував і приводив усіх у захоплення. Були передбачені пральня, котельня з системою опалення та інші зручності. Кімнати зі стелями висотою до 4-х метрів, з ваннами та переговорними пристроями. Сходи — з карарського мармуру.
Такі квартири наймали заможні клієнти. До речі, цей будинок відвідували Максим Рильський, Амвросій Бучма, Василь Касіян, а в час газифікації міста і Микита Хрущов.
Ще оригінальнішим виявилося планування «будинку Мороза». Адже ця земельна ділянка неправильної форми в плані, — кожна з вулиць, що утворюють перехрестя, має тут істотний ухил. Однак ці труднощі Зекцеру вдалося подолати. Хитромудро накреслене планування залишає місце на невеличкі подвір'я, з трьох боків оточені об'ємом будинку, сполучаються з вулицею і між собою внутрішніми проїздами.

## Цікаве
Серед давніх наймачів «будинку Мороза» була ціла низка власників різних громадських закладів, які орендували приміщення в першому і цокольному поверхах. Там діяли, наприклад, кафе-ресторан, булочна-кондитерська, молочний магазин, магазин корсетів, комісійна контора з продажу цукру, більярдна, перукарня, приватна публічна бібліотека, кравецький заклад і навіть майстерня «вегетаріанського взуття» (очевидно, взуття без застосування натуральної шкіри).
Ще одна цікава подробиця: в архівному переліку квартир будинку за 1918 рік не знайти квартири № 13 — замість неї записаний № 12б. У тодішні смутні часи це, мабуть, мало для якогось забобонного квартиранта певне значення.